# You-You-You
「You-You-You」（ユー・ユー・ユー）は、POLYSICSの7枚目のシングル。2006年10月25日にキューンレコードから発売された。

## 概要
- テレビアニメ『ケロロ軍曹』のオープニングテーマとして使用された[3]。初めてのテレビアニメのタイアップとなった。
- 初回限定盤と通常盤が発売された。初回限定盤には、ライブ映像が収録されているDVDが付属された[4]。
- 購入特典として『ケロロ軍曹』のステッカーが封入された[5]。

## 収録曲

### CD
（全作詞・作曲：ハヤシヒロユキ）
1. You-You-You [3:43]
2. むすんでひらいて [2:10]
3. Walky Talky（Holger Czukay Remix） [3:22]

### DVD（初回限定盤のみ）
1. BUGGIE TECHINIKA（Live at 93ft East, London, 2006.05.01）
2. Mr. Psycho Psycho（Live at 93ft East, London, 2006.05.01）
3. KAJA KAJA GOO（Live at 93ft East, London, 2006.05.01）
4. My Sharona（Live at 93ft East, London, 2006.05.01）

## 収録アルバム
| 曲名        | 収録アルバム     | 発売日        | 規格品番  |
| ----------- | ---------------- | ------------- | --------- |
| You-You-You | 『KARATE HOUSE』 | 2007年2月28日 | KSCL-1119 |
| You-You-You | 『BESTOISU!!!!』 | 2010年1月13日 | KSCL-1538 |